# Iteaceae
Iteaceae, porodica grmlja iz Sjeverne Amerike, Afrike i Azije, dio je reda kamenikolike. Sastoji se od dva roda, od kojih meksičkih vrsta roda Pterostemon ima 3, dok rod iteja (Itea), ima najmanje 20 vrsta, a raširen je po jugoistoku Sjeverne Amerike, dijelovima Afrike i Azije (Mali sundski otoci, Japan).

## Opis
Iteaceae se sastoji od rodova Itea, s 18 vrsta, i Pterostemon, s 3 vrste (ranije obitelj Pterostemonaceae). Jedna vrsta Itea porijeklom je iz istočne Sjeverne Amerike, dok su ostale autohtone s područja od Himalaje do Japana i potom zapadne Malezije. Pterostemon je porijeklom iz Meksika. Sjevernoamerička I. virginica i kineska I. ilicifolia kultivirani su ukrasni grmovi. Iteaceae imaju spiralno raspoređene nazubljene listove, prilično male cvjetove s valvatnim laticama u grozdastim ili metličastim grozdovima i kapsulaste plodove čija dva karpela ostaju pričvršćena stigmom.

## Rodovi
1. Itea Gronov. ex L. (21 spp.)
2. Pterostemon Schauer (3 spp.)

## Sinonimi
- Pterostemonaceae Small